# Michipicoten Island
Michipicoten Island är en ö i Kanada.   Den ligger i provinsen Ontario, i den sydöstra delen av landet, 800 km väster om huvudstaden Ottawa.
Trakten runt Michipicoten Island är nära nog obefolkad, med mindre än två invånare per kvadratkilometer.